# Diviacka Nová Ves
Diviacka Nová Ves (em húngaro: Divékújfalu; alemão: Divickneudorf) é uma vila e município do Distrito de Prievidza, na região de Trenčín, no noroeste da Eslováquia. Tem 13,37 km² de área e sua população em 2018 foi estimada em 1.771 habitantes.

## História
Foi mencionada pela primeira vez em um documento histórico de 1270.

## Demografia
| Ano:        | 1994 | 2004   | 2014 | 2024   |
| ----------- | ---- | ------ | ---- | ------ |
| Broj ljudi: | 1730 | 1754   | 1754 | 1760   |
| Razlika:    |      | +1,38% | +0%  | +0,34% |

| Ano:               | 2023 | 2024   |
| ------------------ | ---- | ------ |
| Número de pessoas: | 1761 | 1760   |
| Diferença:         |      | -0,05% |